# Yigael Yadin
Yigael Yadin (în ebraică יגאל ידין), născut cu numele de Yigal Sukenik, (n. 21 martie 1917, Ierusalim, Administrația Teritoriului Inamic Ocupat⁠(d) – d. 28 iunie 1984, Ierusalim, Israel) a fost un general, arheolog și om politic israelian. A îndeplinit funcția de șef al Marelui Stat Major al Armatei Israeliene în perioada 1949-1952.